# Aulopareia cyanomos
 Aulopareia cyanomos és una espècie de peix de la família dels gòbids i de l'ordre dels perciformes.

## Morfologia
- Els mascles poden assolir 11,5 cm de longitud total.[4][5]

## Hàbitat
És un peix de clima tropical (22 °C-28 °C) i demersal.

## Distribució geogràfica
Es troba a l'Índia, Tailàndia, Malàisia, Indonèsia i Bangladesh.

## Observacions
És inofensiu per als humans.